# Сицилійська Вікіпедія
Сицилійська Вікіпедія (сиц. Wikipedia ’n sicilianu) — розділ Вікіпедії сицилійською мовою. Створена у жовтні 2004 року. Сицилійська Вікіпедія станом на 27 березня 2025 року містить 26 345 статей, 47 290 зареєстрованих користувачів, 43 активних дописувачів, 4 адміністраторів
. Загальна кількість сторінок в сицилійській Вікіпедії — 55 942, редагувань — 763 905, завантажених файлів — 1097
. Глибина (рівень розвитку мовного розділу) сицилійської Вікіпедії мала і становить 17.2 пунктів
. 
| Читачі сицилійської Вікіпедії (лютий 2016) | Читачі сицилійської Вікіпедії (лютий 2016) | Читачі сицилійської Вікіпедії (лютий 2016) | Читачі сицилійської Вікіпедії (лютий 2016) | Читачі сицилійської Вікіпедії (лютий 2016) |
| ------------------------------------------ | ------------------------------------------ | ------------------------------------------ | ------------------------------------------ | ------------------------------------------ |
| Країна                                     |                                            |                                            | %переглядів                                |                                            |
| Румунія                                    | Румунія                                    |                                            | 42.9%                                      | 42.9%                                      |
| США                                        | США                                        |                                            | 28.6%                                      | 28.6%                                      |
| Італія                                     | Італія                                     |                                            | 28.6%                                      | 28.6%                                      |